# 선화예술문화재단
세화예술문화재단은 문화체육관광부 소관의 재단법인이다. 문화예술 지원을 통해 대중의 문화예술 향수 및 참여기회를 확대시키고 문화예술 창작진흥을 위한 문화예술공간 운영 및 문화예술교육을 지원함으로써 문화시민 양성 등을 목적으로 2009년 10월 21일 설립되었다. 사무실은 서울특별시 종로구 새문안로 68에 있다.

## 주요 사업
- 문화, 예술, 학술, 교육, 언론단체 지원사업
- 미술관, 박물관 건립 및 운영
- 학술세미나 후원, 영재 발굴 및 지원, 예술인의 창작활동 지원 등
- 역사적 기념물의 수집, 보존 및 전통문화 계승발전사업 등
- 국내외 미술전, 문화 교류전 개최 및 시상 사업
- 영상예술 개발, 발전 지원 및 영상예술 인력의 전문성 제고를 위한 교육지원

## 같이 보기
- 태광그룹